# Plačovice

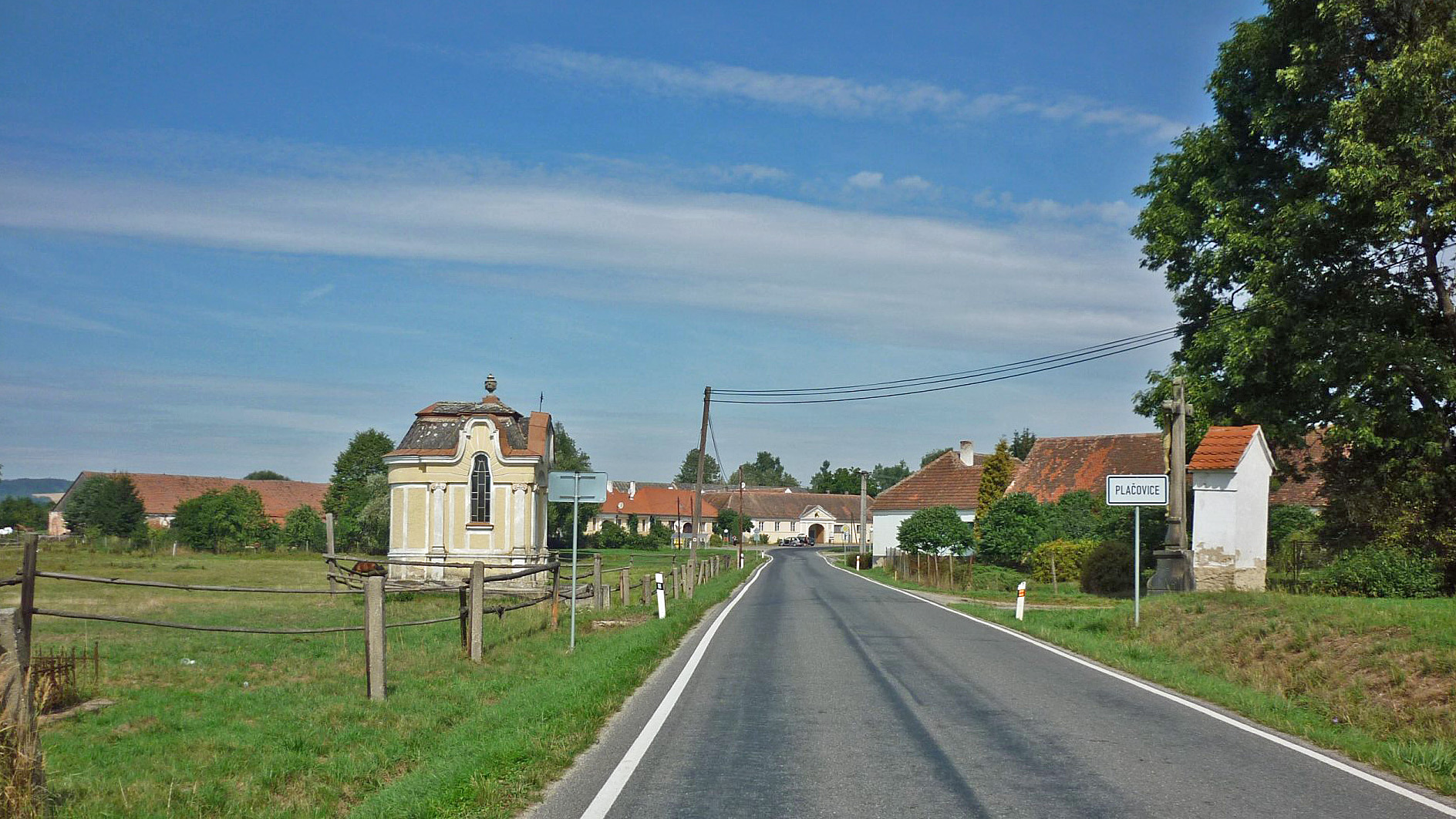
Ortseinfahrt von Süden

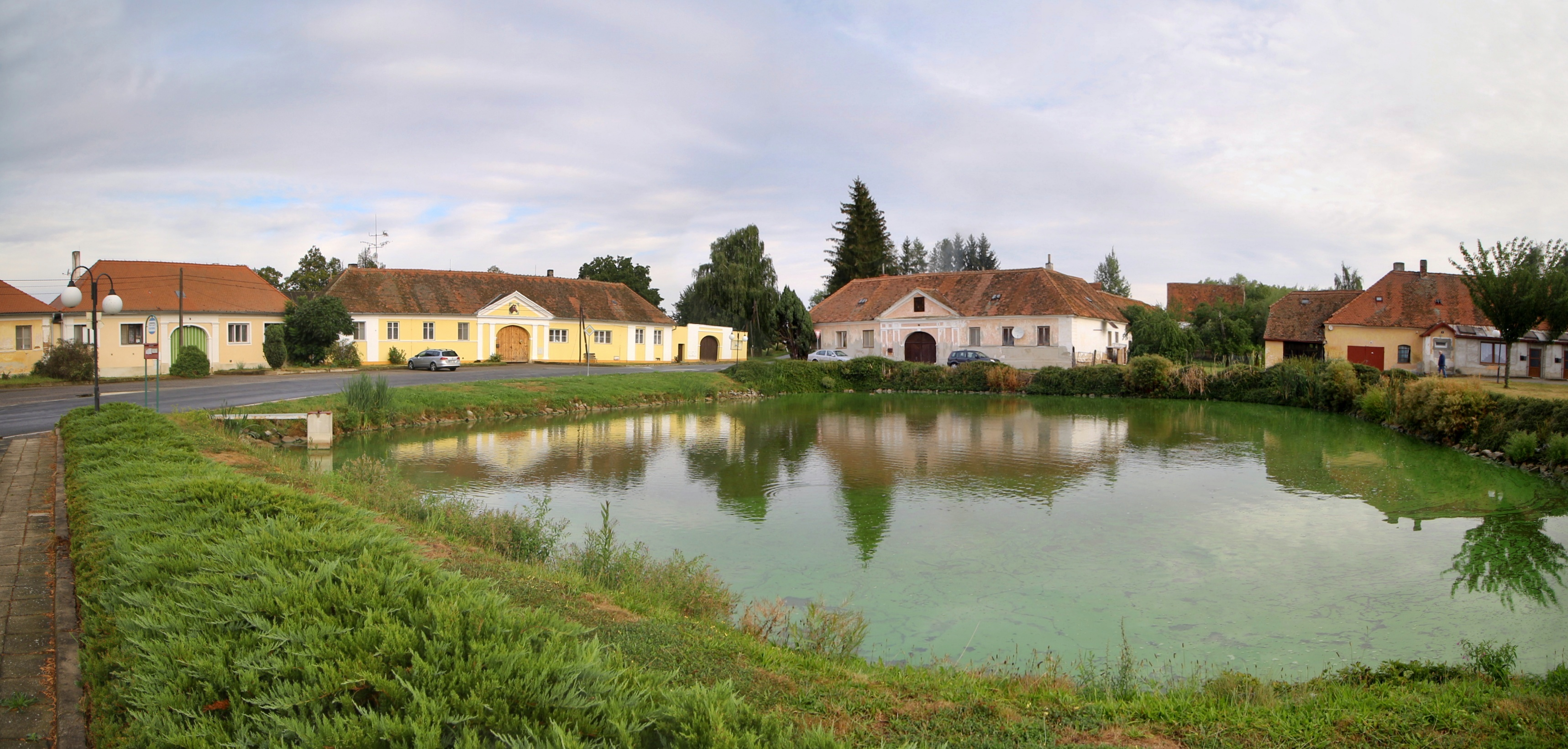
Dorfplatz

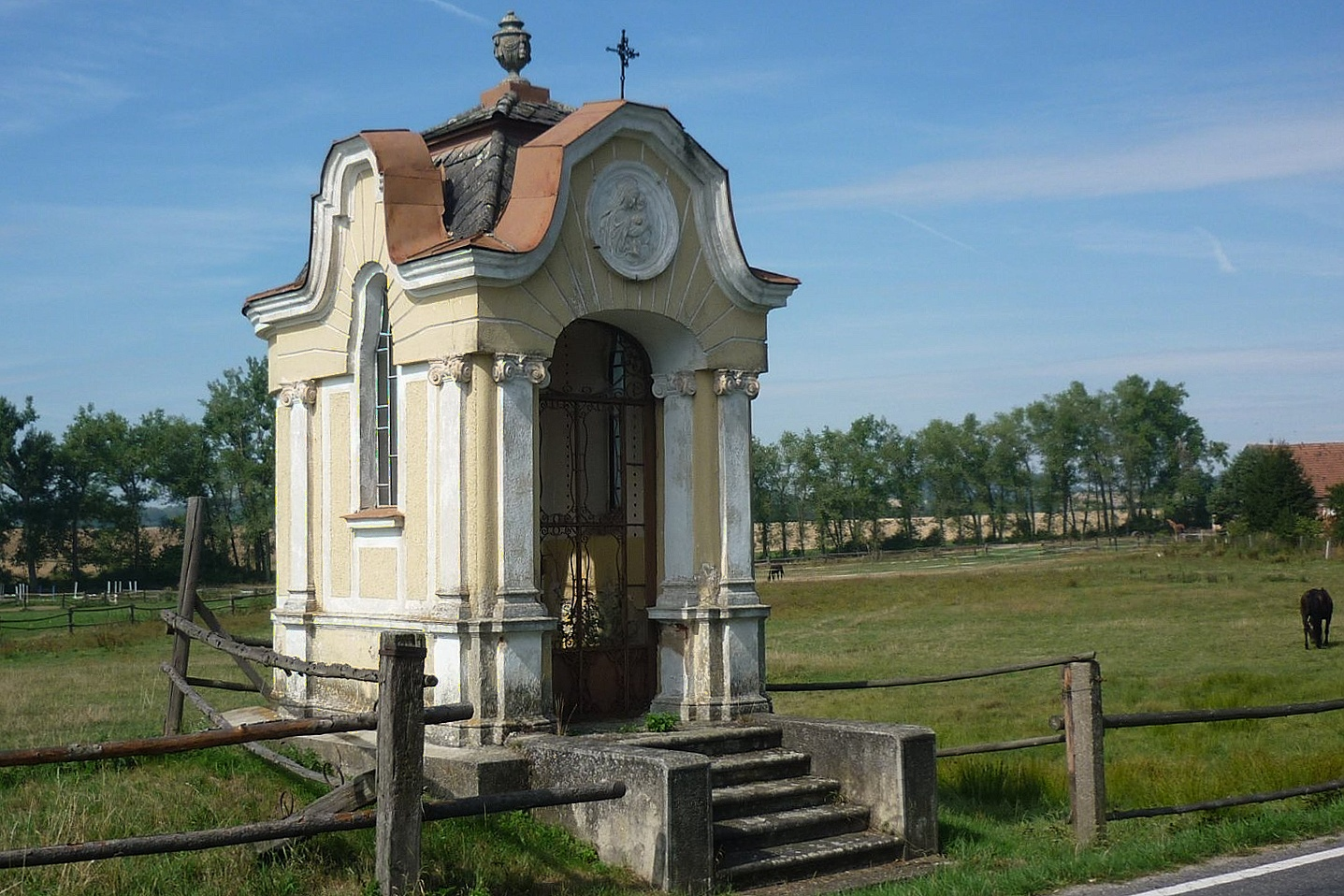
Kapelle

Plačovice (deutsch Plospitz) ist ein Ortsteil der Gemeinde Dešná in Tschechien. Er liegt sieben Kilometer südwestlich von Jemnice und gehört zum Okres Jindřichův Hradec.

## Geographie
Das Platzdorf Plačovice befindet sich linksseitig über dem Tal des Baches Blatnice in der Bítovská pahorkatina (Vöttauer Hügelland). Im Osten erhebt sich der Steinerthalert (503 m n. m.), südöstlich der Kopec za vsí (482 m n. m.) und im Südwesten der Dešenský Šibeník (Galgenberg, 504 m n. m.). Durch den Ort verläuft die Staatsstraße II/410 zwischen Jemnice und Rancířov.
Nachbarorte sind Lovčovice und Menhartice im Norden, Radotice im Nordosten, Bačkovice im Osten, Dančovice im Südosten, Dešná im Süden, Županovice im Südwesten, Písečné und Nové Sady im Westen sowie Chvalkovice und Bělčovice im Nordwesten.

## Geschichte
Die erste urkundliche Erwähnung von Platišovice erfolgte um 1353. Der Ort war Stammsitz der bis 1380 in Staré Hobzí begüterten Herren von Platišowic. Als Anna von Bačkovice, die Ehefrau des Wilhelm Kuna von Kunstadt 1527 das Gut Pullitz an Johann von Taikowitz verkaufte, wurde Plačovice als Zubehör aufgeführt.
Eva Tawikowska von Taikowitz vererbte im Jahre 1600 die Herrschaft Pullitz ihrem Mann Georg Christoph Teufel Freiherr zu Gundersdorf. Im Jahre 1633 kaufte Jakob Berchtold zu Ungarschitz die Herrschaft Pullitz. Der deutsche Name Plospitz ist seit 1718 nachweislich. 1793 gab es in Plospitz 10 Häuser, in denen 70 Menschen lebten. Karl von Berchtold veräußerte die Herrschaft Pullitz 1821 an August von Segür.
Im Jahre 1834 bestand das im Znaimer Kreis gelegene Dorf Plospitz bzw. Plačowice aus 11 Häusern mit 50 deutschsprachigen Einwohnern. Erwerbsquelle bildete die Landwirtschaft. Pfarr- und Schulort war Döschen. Bis zur Mitte des 19. Jahrhunderts blieb Plospitz der Allodialherrschaft Pullitz untertänig.
Nach der Aufhebung der Patrimonialherrschaften bildete Plospitz / Plačovice ab 1848 eine Gemeinde im Gerichtsbezirk Jamnitz. Ab 1869 gehörte Plospitz zum Bezirk Datschitz; zu dieser Zeit hatte das Dorf 46 Einwohner und bestand aus 10 Häusern. 1896 wurde die Gemeinde dem Bezirk Mährisch Budwitz zugeordnet. Im Jahre 1900 lebten in Plospitz 63 Personen; 1910 waren es 79. Nach dem Ersten Weltkrieg zerfiel der Vielvölkerstaat Österreich-Ungarn, das Dorf wurde 1918 Teil der neu gebildeten Tschechoslowakischen Republik.
Beim Zensus von 1921 lebten in den 10 Häusern von Plospitz 71 Personen, darunter 43 Deutsche und 26 Tschechen. Im Jahre 1930 bestand Plospitz aus 10 Häusern und hatte 60 Einwohner, davon 38 Deutsche und 22 Tschechen. Im Dorf gab es acht Bauernwirtschaften, die fünf größten bewirtschafteten Flächen von 18–31 ha. Nach dem Münchner Abkommen wurde die Gemeinde 1938 dem Großdeutschen Reich zugeschlagen und gehörte bis 1945 zum Kreis Waidhofen an der Thaya. 1939 lebten 70 Personen in der Gemeinde. Nach dem Ende des Zweiten Weltkrieges kam Plačovice 1945 zur Tschechoslowakei zurück, es erfolgte die Wiederherstellung der alten Bezirksstrukturen. Am 9. Juni 1945 wurden alle 45 deutschsprachigen Bewohner über die Grenze nach Österreich vertrieben und der Ort mit Tschechen besiedelt. 1948 wurde die Gemeinde in den Okres Dačice umgegliedert. Im Jahre 1950 hatte Plačovice 51 Einwohner. Bei der Gebietsreform von 1960 wurde Plačovice im Zuge der Aufhebung des Okres Dačice dem Okres Jindřichův Hradec zugeordnet. 1961 erfolgte die Eingemeindung nach Dešná. Wegen seines erhaltenen Ortsbildes wurde Plačovice 1990 zur dörflichen Denkmalzone erklärt. Beim Zensus von 2001 lebten in den 10 Häusern von Plačovice 33 Personen.

## Ortsgliederung
Der Ortsteil bildet einen Katastralbezirk.

## Sehenswürdigkeiten
- erhaltenes Ortsbild; sämtliche Gehöfte reihen sich hufeisenförmig um den nach Süden offenen Dorfplatz mit Teich. Die traufständigen Häuser sind im Spätempirestil erbaut und haben zum Platz hin Mitteleinfahrten. Seit 1945 wurden keine neuen Gebäude errichtet.
- Hallenkapelle am Ortsausgang nach Dešná
- Nischenkapelle am Ortsausgang nach Dešná, errichtet zu Beginn des 19. Jahrhunderts
- Wegkreuz am Ortsausgang nach Dešná
- Bildstock an der Straße nach Menhartice

## Söhne und Töchter des Ortes
- Jakob Fedinger (1788–1818), österreichischer Räuber und Kumpan vom Grasel. Er wurde in Wien mit diesem zusammen öffentlich gehängt.